# Ruby Sun
Ruby Sun es una variedad cultivar de ciruelo (Prunus salicina), de las denominadas ciruelas japonesas.
Una variedad de ciruela obtenida en la granja experimental de Stellenbosch (República de Sudáfrica) antes de mayo de 2012, fecha de su lanzamiento en los circuitos comerciales.
Las frutas tienen una piel color rojo rubí, de tamaño mediano, y una pulpa de color amarillo claro ligero, bastante suave, muy jugosa, con un sabor dulce y agradable con un buen aroma. Tolera las zonas de rusticidad según el departamento USDA, de nivel 10a.

## Sinonimia
- "PR03-16".[2]

## Historia
'Ruby Sun' variedad de ciruela, criada antes de 2012. Siendo evaluados por Chris Smith, Jannie de Klerk, Ina Westraad, Irwin Meintjes, Luigia
Kotze (Cultivar Development) de Stellenbosch en Franschhoek, Stellenbosch y Groot Drakenstein, (Sudáfrica). La variedad fue lanzada en los circuitos comerciales en mayo de 2012 por "ARC Infruitec", Nietvoorbij, Sudáfrica.
'Ruby Sun' está cultivada en Sudáfrica, Israel, y España.

## Características
'Ruby Sun' árbol medio y vigoroso, siendo su fuerte crecimiento erguido una característica notable de la variedad, extendido, bastante productivo. Flor blanca, muy abundante, es necesario aligerar los frutos cuajados para mejorar su calibre. Necesita un polinizador adecuado tal como 'Harry Pickstone', 'African Rose', y 'Reubennel'.
'Ruby Sun' tiene una talla de fruto medio a grueso, de forma algo acorazonada; epidermis tiene una piel fina de color rojo rubí; pulpa de color amarillo ligero claro y tiene una textura firme, crujiente, jugosa y derretida. Buena para comer en fresco tiene un sabor dulce y agradable con un buen aroma, con 14˚brix.
Hueso libre, pequeño, elíptico, aplanado, surcos poco marcados, superficie rugosa.
Su tiempo de recogida de cosecha se inicia en su maduración en la tercera y cuarta semana de agosto, entre las variedades 'Sapphire' y 'Souvenir at Bien Donné'.

## Usos
Una buena ciruela de postre fresco, del árbol a la mesa.